# 1795 en droit
Cet article présente les faits marquants de l'année 1795 en droit.

## Événements
- Système de Speenhamland au Royaume-Uni, prévoyant de moduler le montant de l’aide accordée aux pauvres en fonction du prix des denrées de base et de la taille de la famille indigente.

### Mai
- 20 mai et juin : exécution à la hache de sept jacobins hongrois à Buda : Martinovics (hu), Hajnoczy (hu), Szentmarjay, Szolártsik, Laczkovics, Sigray, Öz, accusés de complot. 18 des 49 accusés sont condamnés à mort pour haute trahison[1].
- 27 mai : autorisation de produire du fer dans le Minas Gerais au Brésil[2].

### Août
- 22 août, France : constitution de l'an III.

### Novembre
- Sedition Act, punissant sévèrement toute propagande « séditieuse » en faveur des révolutionnaires français au Royaume-Uni.

## Naissances
- 8 octobre : Raymond-Théodore Troplong, juriste et homme politique français, président du Sénat de 1852 à 1869 († 1er mars 1869).

## Décès
- 23 juillet : Peter Livius, juriste britannique, juge en chef de la province de Québec au Canada de 1776 à 1786 (° 12 juillet 1739).